# Pteroglossus
Pteroglossus là một chi chim trong họ Ramphastidae.